# Dominika na Letnich Igrzyskach Olimpijskich Młodzieży 2010
Dominikę na Letnich Igrzyskach Olimpijskich Młodzieży 2010 w Singapurze reprezentowało 3 sportowców w 1 dyscyplinie.

## Lekkoatletyka
Chłopcy
- Simon Lawrence – bieg na 400 m – 15. miejsce

Dziewczęta
- Tabique Lockhart – bieg na 400 m – 19. miejsce
- Kaysanda Alexander – bieg na 1000 m – 28. miejsce